# Положий, Георгий Николаевич
Георгий Николаевич Положий (укр. Георгій Миколайович Положій; 23 апреля 1914, 37 разъезд Забайкальской железной дороги, Российская империя — 26 сентября 1968, Киев, Киевская область, УССР, СССР) — советский учёный, доктор физико-математических наук (1953), член-корреспондент АН УССР. Заведующий кафедрой вычислительной математики факультета кибернетики Киевского университета.

## Биография
Родился 23 апреля 1914 года на 37-м разъезде Забайкальской железной дороги.
В 1933 году окончил среднюю школу в поселке Верхний Баскунчак Астраханской области, впоследствии поступил в физико-математического факультета Саратовского университета. С 1938 года работал на кафедре математического анализа.
Участник советско-финской и Великой Отечественной войны.
С 1949 работал в Киевском университете, сначала доцентом кафедры математической физики, а с 1951 по 1958 год — её заведующим.
В 1953 году защитил докторскую диссертацию на тему «О некоторых методах теории функций в механике сплошной среды». В 1958 году избран заведующим кафедрой вычислительной математики.
Умер 26 сентября 1968 года, похоронен в Киеве на Байковом кладбище.

## Научная деятельность
Научные работы относятся к математическому анализу, математической физике, вычислительной математике. Развил метод суммарных представлений.
Автор более 100 научных работ. Некоторые из них:
- «Численное решение двухмерных и трехмерных краевых задач математической физики и функции дискретного аргумента» (1962),
- «Теория обобщенных аналитических функций комплексной переменной» (1965),
- «Метод суммарных представлений численных решений задач математической физики и функции дискретного аргумента» (1966).